# Het geheim van de hoefslag
Het geheim van de hoefslag is het 173ste stripverhaal van Jommeke. De reeks wordt getekend door striptekenaar Jef Nys. Scenarist is Jan Ruysbergh.

## Verhaal
Jommeke en zijn vrienden reizen naar de Ardennen. Daar komen ze een meisje tegen, Herlinde de Hoefslag van Hinniken genaamd. Ze nodigt de vrienden uit op haar manege. Doch, de knecht doet zeer vreemd. Die nacht vinden ze de knecht bewusteloos in een stal. Verder gebeuren er ook rare dingen... Jommeke vindt het hele zaakje vreemd en gaat op onderzoek. Na enige tijd vinden de vrienden een hoefijzer die ingebrand is in de deur. Gelijk vertelt de mysterieuze knecht het verhaal over het spookpaard en dat ze de manege best kunnen verlaten. Herlinde wil de manege dan ook meteen verlaten. Flip gaat verder op onderzoek, en in een ondergrondse ruimte vinden ze de knecht terug. Blijkt dat de knecht een tweelingbroer heeft en zo samen werkt om een schat te vinden in die manege. Ze zijn op zoek naar een gouden hoefijzer vol met diamanten. Jommeke en zijn vrienden worden ontdekt en opgesloten. Gelukkig kan later het paard redding brengen.
Tot slot wordt de politie gewaarschuwd, en kan de gemene tweeling opgepakt worden.

## Achtergronden bij het verhaal
- Herlinde de Hoefslag van Hinniken komt later nog voor in album De Elfenbron.